# Sette di Edimburgo
Le sette di Edimburgo furono il primo gruppo di studentesse universitarie a iscriversi in una università britannica.
Le studentesse iniziarono a frequentare la facoltà di medicina presso l'Università di Edimburgo nel 1869, tuttavia la Corte di sessione decise di non ammetterle all'università, in quanto il loro essere "donne" non poteva permettere di qualificarsi come medici. Si iniziò allora una lotta contro questa discriminazione di genere; la lotta delle studentesse attirò l'attenzione nazionale ottenendo un ampio consenso tra la popolazione, tra cui il famoso scienziato Charles Darwin.
Le richieste avanzate dalle studentesse riguardavano l'aggiungere nell'agenda politica l'accesso alle strutture accademiche da parte delle donne, tutto ciò comportò l'emanazione nel 1876 di una normativa che garantiva l'accesso e la frequentazione delle donne nelle facoltà di medicina (UK Medical Act 1876).
Il gruppo fu anche chiamato "Septem contra Edinam" ("Sette contro Edimburgo", in riferimento alla tragedia greca I sette contro Tebe). Durante la campagna durata quattro anni, le sette donne diventarono un simbolo. Tuttavia le componenti della lotta cambiarono nel tempo, ma non spense la forza della protesta, in quanto "le sette" erano diventate un segnale di cambiamento, perciò non fu rilevante se all'interno del gruppo fossero presenti le donne che iniziarono la lotta contro la discriminazione femminile.
Le protagoniste della lotta sono state:
- Sophia Jex-Blake
- Isabel Thorne
- Edith Pechey
- Matilda Chaplin
- Helen Evans
- Mary Anderson
- Emily Bovell

Le donne citate parteciparono alla petizione alla Royal Infirmary del 15 novembre del 1870, chiedendo la loro ammissione alle lezioni di medicina. Le donne erano presenti nel Registro degli studenti di medicina del General Medical Council (GMC) tra il 1869 e il 1870, iscritte come studenti di medicina "in buona fede", richiedendo di essere istruite presso l'Infermeria per soddisfare i requisiti di una laurea in medicina.

## L'inizio della campagna di Edimburgo
Sophia Jex-Blake fece domanda per studiare medicina nel marzo del 1869 e sebbene la facoltà di medicina e l'Accademia del Senatus dell'Università, votassero a favore del suo permesso di studiare medicina, il tribunale universitario respinse la domanda di ammissione, sostenendo che l'università non poteva permettersi di prendere accordi nell'interesse di una signora.
Sophia Jex-Blake pubblicizzò la campagna inviando una lettera contenente la sua storia al giornale "The Scotsman" e ad altri giornali nazionali, desiderando che la lotta contro la discriminazione di genere venisse appoggiata da maggiori sostenitrici. Le prime due donne a mettersi in contatto con Sophia furono Isabel Thorne ed Edith Pechey. La lettera di Edith Pechey contenente il timore di non essere preparata adeguatamente per la prova d'ammissione si enuncia cosi:
Una seconda domanda fu presentata nell'estate del 1869 a nome di un gruppo di cinque donne, la domanda richiedeva l'immatricolazione e il diritto di frequentare tutte le lezioni e anche il diritto di svolgere gli esami richiesti per la laurea in medicina.
Questa richiesta fu approvata dal tribunale universitario, dal momento in cui il gruppo arrivò a raggiungere le famose sette componenti. Le studentesse si stabilirono al 15 di Buccleuch Place, ora sede dello Student Experience Office dell'Università di Edimburgo, preparandosi finalmente per la prova d'ammissione.

## L'esame d'immatricolazione del 1869
L'esame era diviso due blocchi. Il primo blocco conteneva: inglese, latino e matematica ed erano categorizzate come materie obbligatorie. Il secondo blocco comprendeva la possibilità del candidato di scegliere due materie tra cui: greco, francese, tedesco, matematica superiore, filosofia naturale, logica e filosofia morale.
Sophia Jex-Blake fungeva da tutor di matematica per le altre donne, dunque dei 152 candidati che hanno sostenuto l'esame il 19 ottobre del 1869, cinque erano donne, inoltre quattro donne appartenenti alle "Sette" arrivarono in cima alle graduatorie della prova.

## Le prime donne universitarie in Gran Bretagna
Il 2 novembre 1869 le donne firmarono il documento che attestava la loro matricola. Così facendo l'Università di Edimburgo divenne la prima università britannica ad aprire le sue porte al genere femminile. Jex-Blake scrisse in una delle sue lettere alla sua amica Lucy Sewell:
Uno dei documenti storici della campagna fu il Calendario dell'Università di Edimburgo del 1870, il calendario conteneva una nuova sezione denominata "Regolamentazione per l'educazione delle donne in medicina nell'università", affermando che:
Le donne avrebbero ricevuto lezioni in classi separate da quelle degli uomini e, pagare tasse più alte, dovuto alla loro inferiore appartenenza sociale.Tuttavia le donne dovevano essere trattate esattamente come lo erano gli uomini, "fatte salve tutte le norme ora o in qualsiasi momento futuro in vigore nell'università per quanto riguarda l'immatricolazione degli studenti, la loro frequenza in classi, esami o altro".

## La borsa di studio Hope
Nel marzo del 1870 tutte le studentesse iscritte sostennero e superarono i primi esami di fisiologia e chimica, ma soprattutto quattro furono onorate dai professori per l'eccellente svolgimento delle prova d'esame in entrambe le materie. Edith Pechey conquistatò il primo posto tra i gli studenti che avevano partecipato all'esame per la prima volta ottenendo il primo premio per una borsa di studio Hope. Tale borsa di studio venne istituita 40 anni prima dal professore di chimica Thomas Charles Hope, il requisito per ottenerla era raggiungere i primi quattro posti della gradutatoria di un esame.
Il dott. Crum-Brown professore di chimica dell'epoca, inizialmente fu lieto di aiutare le studentesse, ma il crescente risentimento verso di loro da parte dei colleghi della facoltà di medicina, in particolare dall'influente Sir Robert Christison, preoccupò il professore di chimica per il timore di ritorsioni contro la sua carica universitaria. Dunque preoccupato che l'assegnazione della borsa di studio a una donna sarebbe stata vista come una provocazione per gli studenti di genere maschile, decise di assegnare le borse di studio a studenti maschi che avevano ottenuto un punteggio inferiore agli esami rispetto alle studentesse meritevoli dato dal loro alto punteggio maturato.
Il professor Robert Christison fu uno dei veementi avversari delle donne. Nell'aprile 1870 il tribunale universitario tenne un dibattito incentrato su: decisione se le donne dovrebbero essere ammesse in classi miste e quindi essere ritenute uguali agli studenti maschi, riducendo le tasse significativamente più alte pagate e rendendole ammissibili anche a vincere premi. Per cui durante il dibattito il prof. Robert Christison e il prof. Laycock espressero le loro opinioni a riguardo al dilemma, attirando l'attenzione della stampa nazionale, che si era presentata a sostegno delle studentesse.
Il The Times commentò:
Laycock disse che se le donne volessero intraprendere la carriera medica, vi sarebbe stata la probabilità da parte delle donne di diventare "basicamente inclini" o essere delle "Maddalene". Il "Times" si chiese se questa sua preoccupazione non fosse anche rivolta verso gli studenti di sesso maschile. Robert Christison non fu convinto sulla ipotesi che le pazienti donne avrebbero voluto anche dottori donne, creando nell'opinione pubblica universitaria la certezza che, attraverso le sue stesse inchieste, l'ipotesi che le pazienti volessero altrettanto delle dottoresse era totalmente infondata, il professore concluse la sua discussione rivolgendosi verso le studentesse: "Diventate ostetriche, non dottori!"
L'influenza di Christison convinse il personale di facoltà che inizialmente aveva sostenuto le donne a non insegnare loro per tutto il resto del 1870.
Una crescente proporzione di studenti maschi dopo il discorso del professore cominciò a essere offensiva e insolente, chiudendo le porte sul volto delle donne, non permettendo alle studentesse di frequentare le lezioni occupando i posti a sedere.
In seguito Sophia Jex-Blake espresse la sua opinione sui fatti compiuti dal personale universitario dicendo "che era come se si fosse formata una cospirazione per rendere la nostra posizione così scomoda". Ella catalogò le varie ritorsioni compiute: il suo campanello fu "strappato via" e la sua targhetta venne danneggiata cinque volte; una Ruota di Santa Caterina venne attaccata alla sua porta; il fumo delle sigarette veniva soffiato nei loro volti; vennero spedite lettere sporche; le gridarono oscenità in pubblico.
Edith Pechey, in una lettera allo "Scotsman", parlò anche di essere seguita per le strade e di ricevere degli epiteti come "puttana".
Amici e sostenitori delle studentesse credevano che alcuni professori stessero deliberatamente incitando a comportamenti meschini. Le studentesse iniziarono a prendere precauzioni; camminando intorno al campus in gruppo, ma nessuna era preparata per gli eventi che si svolsero venerdì 18 novembre 1870.

## La rivolta del Surgeon's Hall
Venerdì 18 novembre 1870 alle quattro di pomeriggio le studentesse dovevano sostenere l'esame di anatomia presso la Surgeons' Hall, ma nell'avvicinarsi alla sede d'esame scoprirono che Nicholson Street venne bloccata da una folla di diverse centinaia di persone, e quando le studentesse incrociarono la folla, in gran numero cominciarono a bersagliarle con spazzatura e fango; oltre a urlare insulti nei loro confronti. Le studentesse per proteggersi dall'aggressione si diressero verso l'ingresso principale della Surgeons' Hall, però si videro vilmente sbattere le porte in faccia.
Sopportarono l'ostilità della folla fino a quando uno studente venne in loro soccorso aprendo le porte anteriori facendole passare, permettendo loro di sostenere l'esame. Conclusa la prova, in seguito le donne rifiutarono la proposta di abbandonare la struttura dall'ingresso laterale.
La rivolta del Surgeon's Hall divenne nota come il simbolo della campagna contro le discriminazioni femminili nel campo medico, ciò ha attratto molti nuovi amici e simpatizzanti delle donne.
L'aggressione galvanizzò alcuni studenti maschi, rimasti scioccati dal modo in cui le donne sono state trattate quel giorno, gli studenti iniziarono ad agire come guardie del corpo per le donne, scortandole al ritorno al 15 di Buccleuch Place alla fine dell'esame quel giorno, molte settimane dopo gli studenti avrebbero accompagnato le studentesse dalla loro dimora fino alla sede universitaria.
La polemica continuò sulla stampa, nell'articolo Female Education in Medicine sul The Edinburgh University Magazine del febbraio 1871 si discussero gli argomenti a favore e contro l'ammissione delle donne a studiare medicina. Inoltre si è discusso di come l'accesso femminile nella disciplina medica avrebbe influenzato negativamente gli stipendi dei professori universitari e diminuito il numero di posti letto disponibili nell'infermeria per gli studenti di genere maschile. L'articolo raccomandava anche che "queste studentesse offrono i loro servizi come studenti, apprendisti e impiegati a uno dei nostri grandi ospedali parrocchiali, Craiglockhart o Craigleith". Concludendo l'articolo amaramente con: "Vediamo, tuttavia, semplicemente per autodifesa affermare la nostra ferma convinzione che non è un segno di progresso ma di civiltà in decadenza quando le donne si costringono a competere con l'altro sesso."

## Il caso di diffamazione e la campagna nazionale
Lo sceriffo di Edimburgo multò tre studenti per "violazione della pace", inoltre Sophia Jex-Blake affermò che i giovani studenti erano stati incoraggiati da un assistente del professore, tuttavia Sophia perse la causa di diffamazione.
Altre donne si unirono alle classi delle studentesse di medicina, come se non bastasse alcuni medici insegnarono volentieri la professione, in più i sostenitori delle studentesse formarono un Comitato generale per assicurare un'istruzione medica e completa per le donne, raggiungendo un numero di partecipanti superiore a 300, tra cui lo scienziato Charles Darwin.
Eppure alla fine di tutto ciò alle studentesse non venne permesso di laurearsi in quanto nel 1873 la Court of Session sostenne il diritto dell'Università di rifiutare le lauree, stabilendo a maggioranza che le donne non potevano essere ammesse nei corsi universitari.
La sconfitta ideologica e le loro continue lotte motivarono la maggior parte di loro a proseguire, non solo per ragioni personali, ma come parte di una causa più ampia.

## Dopo il 1873
Sophia Jex-Blake si trasferì a Londra per continuare la sua battaglia di genere, è stata partecipe alla creazione della London School of Medicine for Women, che aprì nell'autunno del 1874 con dodici delle sue quattordici studentesse che avevano precedentemente studiato a Edimburgo. Sei delle "Sette" originali frequentarono la scuola.
Isabel Thorne fu una utile risorsa a servizio della scuola grazie al suo carattere diplomatico rispetto a Sophia Jex-Blake, diventando la segretaria onoraria della scuola, rinunciando soprattutto al suo progetto di esercitare la professione di medico.

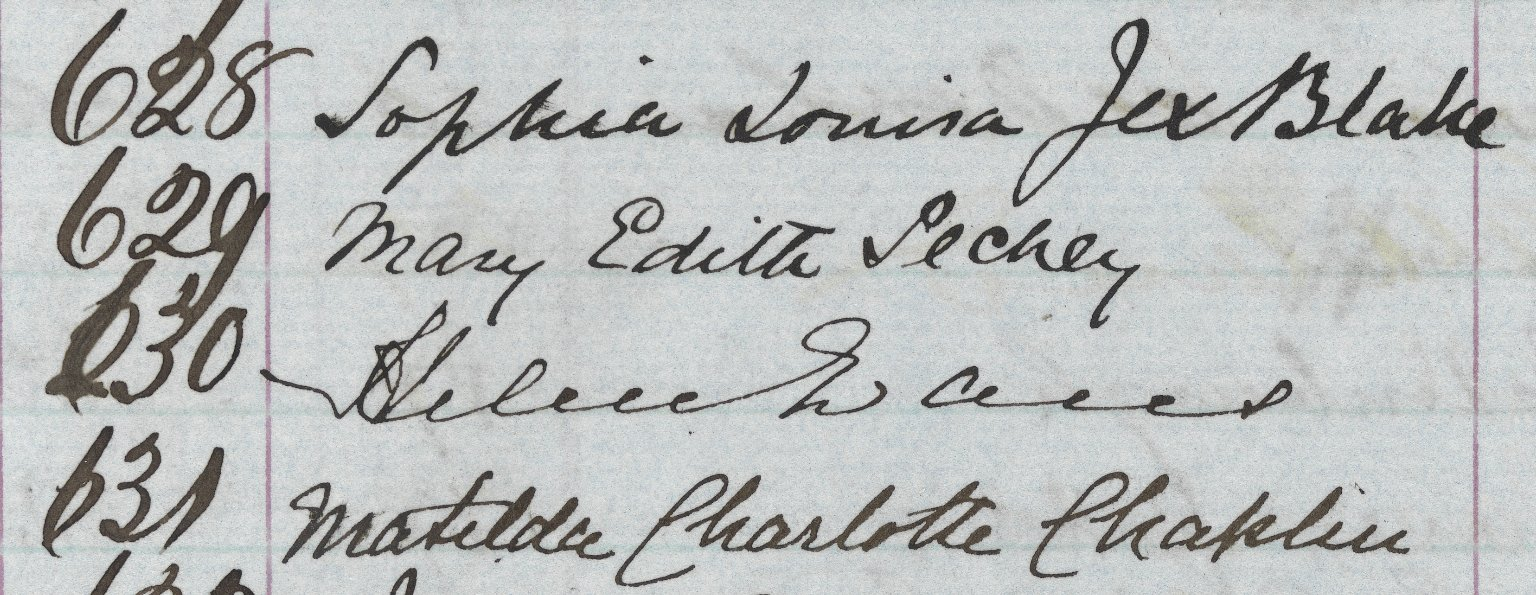
Firme delle immatricolazioni: Sophia Jex-Blake, Mary Pechey, Helen Evans, Matilda Chaplin

A cinque delle sette originali - Bovell, Chaplin, Jex-Blake, Marshall e Pechey - furono concesse le lauree in medicina all'estero negli ultimi anni 1870 nelle città di Berna e Parigi. Nel 1876 la nuova legislazione universitaria permise, ma non impose, di esaminare gli organismi per trattare allo stesso modo candidati di entrambi i sessi.
Il College of Physicians in Irlanda (allora chiamato il Kings and Queens College of Physicians) fu il primo a College a concedere le licenze di pratica medica alle donne: creando un'enorme opportunità per le quattro studentesse appena qualificate nell'esercitare la professione medica.
Nel 1878, Sophia Jex-Blake tornò a Edimburgo fondando la Manor Place nella New Town di Edimburgo come prima donna medico della città, creando anche una clinica per pazienti poveri (precursore dell'Ospedale di Bruntsfield).
Una volta che la Scozia iniziò a concedere licenze a medici donne, Jex-Blake aiutò a fondare la Scuola di Medicina di Edimburgo per le Donne, con la pratica clinica che si svolgeva presso il Leith Hospital.
Edith Pechey esercitò a Leeds prima di diventare senior medical officer presso il nuovo Cama per le donne e l'ospedale per bambini a Bombay (ora Mumbai).
Bovell e Marshall lavorarono al New Hospital for Women di Londra, e Chaplin fondò una scuola di ostetricia a Tokyo, tuttavia in seguito tornò a uno studio come privatista a Londra.
Il contributo mediatico esercitato dalle "sette" accelerò il processo di emancipazione femminile tanto che grazie agli eventi susseguiti in Scozia, il parlamento inglese nel 1877 approvò il "Medical Act", con questa legge venne definitivamente data la possibilità a tutte le donne di frequentare ogni corso universitario d'Inghilterra.
L'Università di Edimburgo e le altre università scozzesi alla fine ammisero le donne negli ambienti universitari nel 1892, dopo che una legge nel 1889 stabili l'accesso alle donne nei corsi universitari.

## Tributi

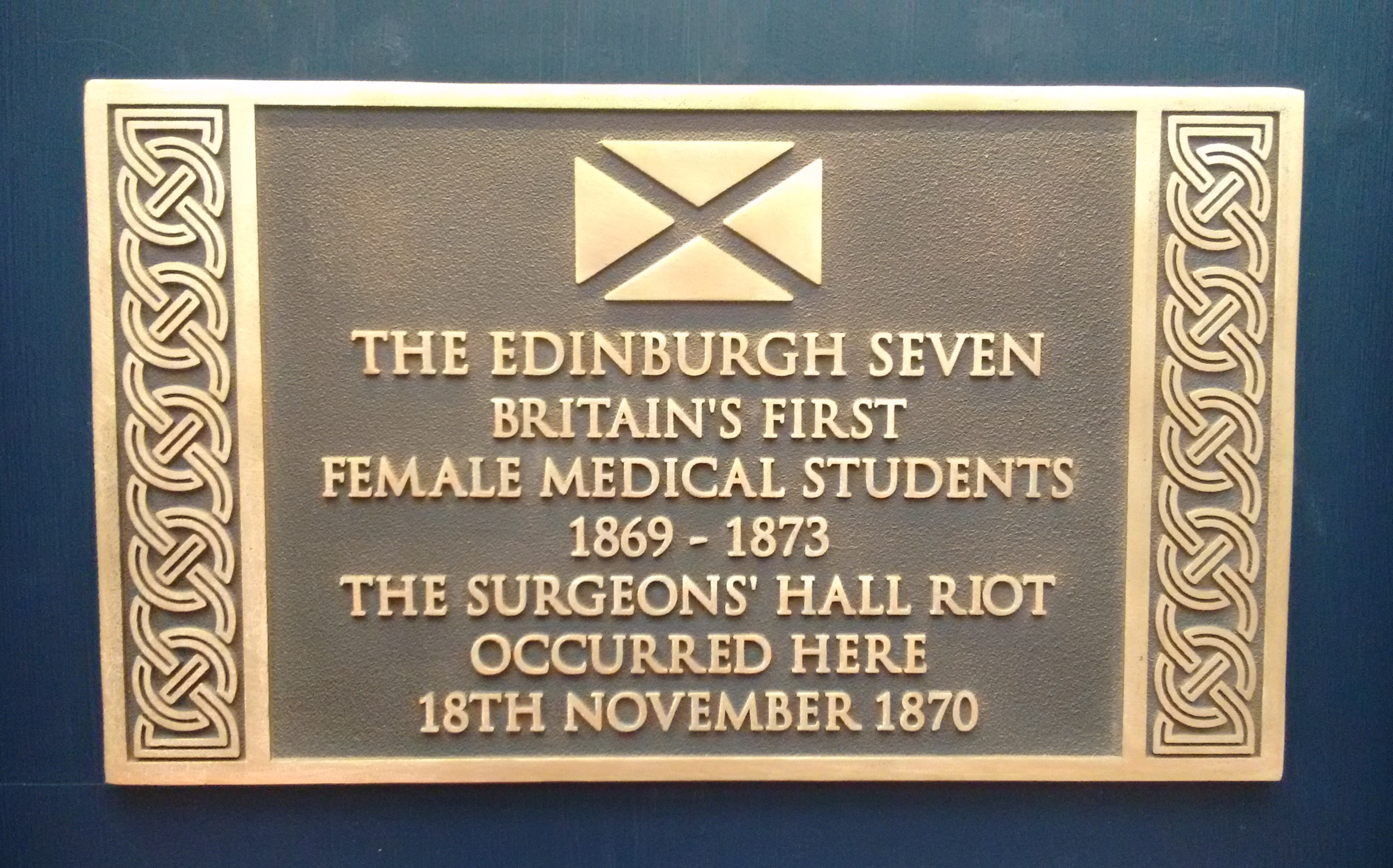
Targa commemorativa della Scozia alle sette di Edimburgo e alla rivolta del Surgeons' Hall

Nel 2015 le sette di Edimburgo sono state commemorate con una targa presso l'Università di Edimburgo, come parte del Progetto di targhe commemorative della Scozia storica. Nel 2019, la Edinburgh Medical School assegnò alle sette di Edimburgo il diploma postumo honoris causa in Medicina e chirurgia.
Le studentesse vennero proclamate con il nome di "Sette di Edimburgo", La cerimonia di laurea fece parte di una serie di eventi per onorare i loro risultati.

### Nei media
Nel romanzo di Charles Reade, A Woman-Hater del 1877, Rhoda Gould raccontò la storia delle sette di Edimburgo in modo dettagliato: "Eravamo sette donne, che desideravano essere docenti, particolarmente devote al nostro stesso sesso…". Mentre il carattere misogino di Vizard deve essere persuaso del potenziale di Rhoda di fare del bene, l'atteggiamento di Reade è comprensivo: "…è molto importante per l'umanità se a tutta la razza delle donne debba essere permesso di studiare medicina e la sua pratica."